# فيليبا فوتوبولو
فيليبا فوتوبولو (باليونانية: Φιλίππα Φωτοπούλου، ولدت في 20 ديسمبر 1996 في ليماسول) هي لاعبة ألعاب القوى قبرصية التي تتنافس في رياضة القفز الطويل. حققت في مايو 2022 أفضل رقم شخصي لها مسافة 6.79، وهو أقل بسنتيمتر واحد فقط من الرقم القياسي الوطني، الذي تحتفظ به مارولا لامبرو منذ عام 1985، وفي نفس العام تنافست في بطولة أوروبا لألعاب القوى 2022 - القفز الطويل للسيدات واحتلت المركز الحادي عشر بقفزة 6.54 ثم في بطولة العالم لألعاب القوى 2022 في يوجين، أوريغون حيث ارتكبت ثلاث محاولات خطأ أثناء التصفيات. احتلت المركز السابع بقفزة 6.34 في دورة الألعاب المتوسطية 2022. وفي نفس الألعاب فازت بالميدالية البرونزية في سباق 4 × 100 متر تتابع.
أختها التوأم أوليفيا فوتوبولو هي أيضًا رياضية دولية، حيث تتنافس في سباقات 100 و200 متر.